# Самсананоя
Самсананоя — река в России, протекает по Суоярвскому району Карелии. Вытекает из озера Самсананлампи, в которое впадает река Валкеаоя. Протекает через озёра Пуинунлампи и Мянтяярви, впадает в озеро Луовусъярви на реке Тарасйоки. Длина реки составляет 15 км.

## Данные водного реестра
По данным государственного водного реестра России относится к Балтийскому бассейновому округу, водохозяйственный участок реки — Шуя, речной подбассейн реки — Свирь (включая реки бассейна Онежского озера). Относится к речному бассейну реки Нева (включая бассейны рек Онежского и Ладожского озера).
Код объекта в государственном водном реестре — 01040100112102000014264.